# Campo aleatório
Um campo aleatório é uma generalização de um processo estocástico tal que o principal parâmetro não precisa mais ser um valor "tempo" real ou inteiro, podendo assumir valores que são vetores multidimensionais ou pontos em uma superfície.
Em seu caso discreto mais básico, um campo aleatório é uma lista de números aleatórios cujos índices são identificados com um conjunto discreto de pontos em um espaço (por exemplo, um espaço euclidiano n-dimensional). Quando utilizado nas ciências naturais, os valores em um campo aleatório muitas vezes são espacialmente correlacionados. Na sua forma mais básica, isso pode significar que os valores adjacentes (isto é, valores com índices adjacentes) não diferem tanto quanto os valores que estão mais afastados. Este é um exemplo de uma estrutura covariante, de muitos tipos diferentes, que podem ser modelados em um campo aleatório. Mais geralmente, os valores podem ser definidos através de um domínio contínuo, e o campo aleatório pode ser pensado como uma variável aleatória "valorada por uma função".

## Definição e exemplos
Dado um espaço de probabilidade {\displaystyle (\Omega ,{\mathcal {F}},P)}, um campo aleatório de valor {\displaystyle X} é um conjunto de variáveis aleatórias de valor {\displaystyle X} indexada por elementos em um espaço topológico {\displaystyle T}. Isto é, um campo aleatório {\displaystyle F} é uma coleção
{\displaystyle \{F_{t}:t\in T\}}
onde cada {\displaystyle F_{t}} é uma variável aleatória de valor {\displaystyle X}.
Existem vários tipos de campos aleatórios, entre eles o campo aleatório de Markov (MRF), campo aleatório de Gibbs (GRF), campo aleatório condicional (CRF), e campo aleatório gaussiano. Um campo aleatório de Markov apresenta a propriedade markoviana
{\displaystyle P(X_{i}=x_{i}|X_{j}=x_{j},i\neq j)=P(X_{i}=x_{i}|X_{j}=x_{j},j\in \partial _{i}),\,}
para cada escolha de valores {\displaystyle (x_{j})_{j}}, e para cada {\displaystyle i}, {\displaystyle \partial _{i}} é designado um conjunto de "vizinho" ao ponto índice {\displaystyle i}. Em outras palavras, a probabilidade de que uma variável aleatória assuma um valor depende de outras variáveis aleatóriasapenas por meio das que são suas vizinhas imediatas. A probabilidade de uma variável aleatória em um um MRF é dada por
{\displaystyle P(X_{i}=x_{i}|\partial _{i})={\frac {P(\omega )}{\sum _{\omega '}P(\omega ')}},}
onde {\displaystyle \omega '} é um subconjunto do parâmeto espaço {\displaystyle \Omega }, válido para {\displaystyle x_{i}}. É difícil calcular com essa equação, sem recorrer à relação entre MRFs e GRFs proposta por Julian Besag em 1974.

## Aplicações
Campos aleatórios são de grande utilidade no estudo de processos naturais pelo método de Monte Carlo, nos quais os campos aleatórios correspondem a propriedades variando espacialmente naturalmente, como a permeabilidade do solo em uma escala de metros ou a resistência do concreto em uma escala de centímetros. Isto leva a campos aleatórios tensores nos quais o papel-chave é feito por um elemento de volume estatístico (SVE); quando o SVE torna-se suficientemente grande, suas propriedades tornam-se determinísticas e um recupera o elemento de volume representativo (RVE) da física contínua determinística. O segundo tipo de campos aleatórios que aparece nas teorias contínuas é o de quantidades dependentes (temperatura, deslocamento, velocidade, deformação, rotação, forças de corpo e superfície, estresse, etc.).
Um outro uso comum de campos aleatórios está na geração de computação gráfica, particularmente aquelas que imitam superfícies naturais como água e terra.